# Havka
Havka (polsky Hafka, maďarsky Hóka) je obec na Slovensku v okrese Kežmarok. V obci žije 39 obyvatel.
V obci je římskokatolický kostel Panny Marie Škapularské z 19. století.

## Poloha
Obec Havka leží na úpatí severních svahů Spišské Magury v ochranném pásmu Pieninského národního parku.

## Dějiny
Dějiny obce jsou svázány s dějinami nedalekého Červeného Kláštora. Založena byla kartuziány v 14. století, další vlna osídlení přišla v 19. století, když se zde usadili Němci. Má typickou hromadnou zástavbu s mnoha ještě původními dřevěnými domy. Obyvatelé se věnovali hrnčířství, zemědělství a chovu ovcí.